# Koharik Gazarossian
Koharik Alis Gazarossian (Goharik Alis Łazarosian, arménien : Գոհարիկ Ղազարոսեան), née le 21 décembre 1907 à Constantinople et morte le 29 octobre 1967 à Paris, est une compositrice et pianiste concertiste arménienne. 

## Biographie
Koharik Alis Gazarossian naît le 21 décembre 1907 à Istanbul de parents arméniens,. Elle étudie le piano avec le professeur Hege, un élève de Franz Liszt, lorsqu'elle est enfant, et la composition avec Edgar Manas et Rudolph Leibovitch. Elle fait ses études au Lycée Esayan, dont elle sort diplômée en 1922. Elle entre au Conservatoire de Paris en 1926, où elle étudie la composition avec Paul Dukas et Jean Roger-Ducasse, l'harmonie avec Paul Fauchet et le piano avec Lazare Lévy,. Elle donne son premier récital de piano à Paris en 1934, à la salle Pleyel. Après avoir terminé ses études, Gazarossian se produit comme pianiste de concert en France, en Suisse, en Allemagne, en Autriche, en Angleterre, en Italie, ainsi qu’au Liban, en Turquie et en Égypte et travaille comme compositrice. 

### Pianiste
Gazarossian sélectionne 24 programmes de musique pour piano d'autres compositeurs, classés par tonalité selon le modèle pour clavier de Jean-Sébastien Bach. Elle les interprète en récitals « Bien Tempere ».

### Compositrice
Elle compose 24 études pour piano, musique de chambre et chant, auxquelles elle incorpore des chants liturgiques ou folkloriques arméniens. Elle dédie ses compositions à des amis, dont les pianistes Magdi Rufer et Idil Biret. Ces études, achevées en 1958 sont saluées par Aram Khatchatourian. 
Sa musique pour piano a été décrite comme « gracieuse, immédiate et bien équilibrée, écrite avec un sens du clavier ». 
Gazarossian meurt à Paris le 29 octobre 1967.

## Héritage
Ses 24 études pour piano ont été enregistrées par le pianiste Nare Karoyan et publiées en décembre 2022. Une conférence et un concert consacrés à Gazarossian ont eu lieu à l'UCLA. Un récital sous l'égide de l'Armenian Cultural Foundation en l'honneur des compositrices est donné par Şahan Arzruni au Robbins Memorial Town Hall à Arlington. 

## Œuvres
- Sonata pour piano
- Étude, n° 9
- Suite pour piano
- Quatterto d'Archi
- Tre Canti Populari Armeni
- Préludes - Les Arméniannes

3 pièces pour violon et piano :
- Ô fille, ta mère est morte, un morceau funèbre lent et mélancolique annonçant à la jeune femme que sa mère est décédée[9].
- La lune de la nuit
- Ô fille, ton nom est Chuchan (Ô fille ! Ton nom est Chouchan), une danse arménienne très vivante[10].

## Discographie
- (en) « Koharik Gazarossian : 24 Etudes » [audio], sur Piano Classics, décembre 2022 (consulté le 25 juillet 2025).
- (en) « By Women : Piano works by Armenian women composers », sur Music Web International, 18 juillet 2024 (consulté le 25 juillet 2025)
- (en) « Female Composers » [audio], sur Brilliant Classics, janvier 2025.